# Funkcja całkowalna
Funkcja całkowalna – funkcja, dla której istnieje całka w sensie danej teorii całki (Riemanna, Lebesgue’a, Henstocka-Kurzweila, Stieltjesa itp.)

## Całkowalność w sensie Newtona-Riemanna

### Całka z funkcji ciągłej na przedziale skończonym
Twierdzenie Newtona-Leibniza:
Jeśli {\displaystyle f} jest ciągła na przedziale skończonym, a {\displaystyle F} jest jej dowolną funkcją pierwotną, to zachodzi wzór Newtona-Leibniza
{\displaystyle \int \limits _{a}^{b}f(x)\mathrm {d} x=F(b)-F(a).}
Funkcje ciągłe są więc całkowalne na przedziałach skończonych. To samo dotyczy funkcji ograniczonych, ale nieciągłych w przeliczalnej liczbie punktów przedziału całkowania – wtedy całkując na poszczególnych odcinkach, wewnątrz których funkcja jest ciągła, a następnie sumując uzyskane wyniki, uzyska się całkę z całego przedziału.

### Całki niewłaściwe

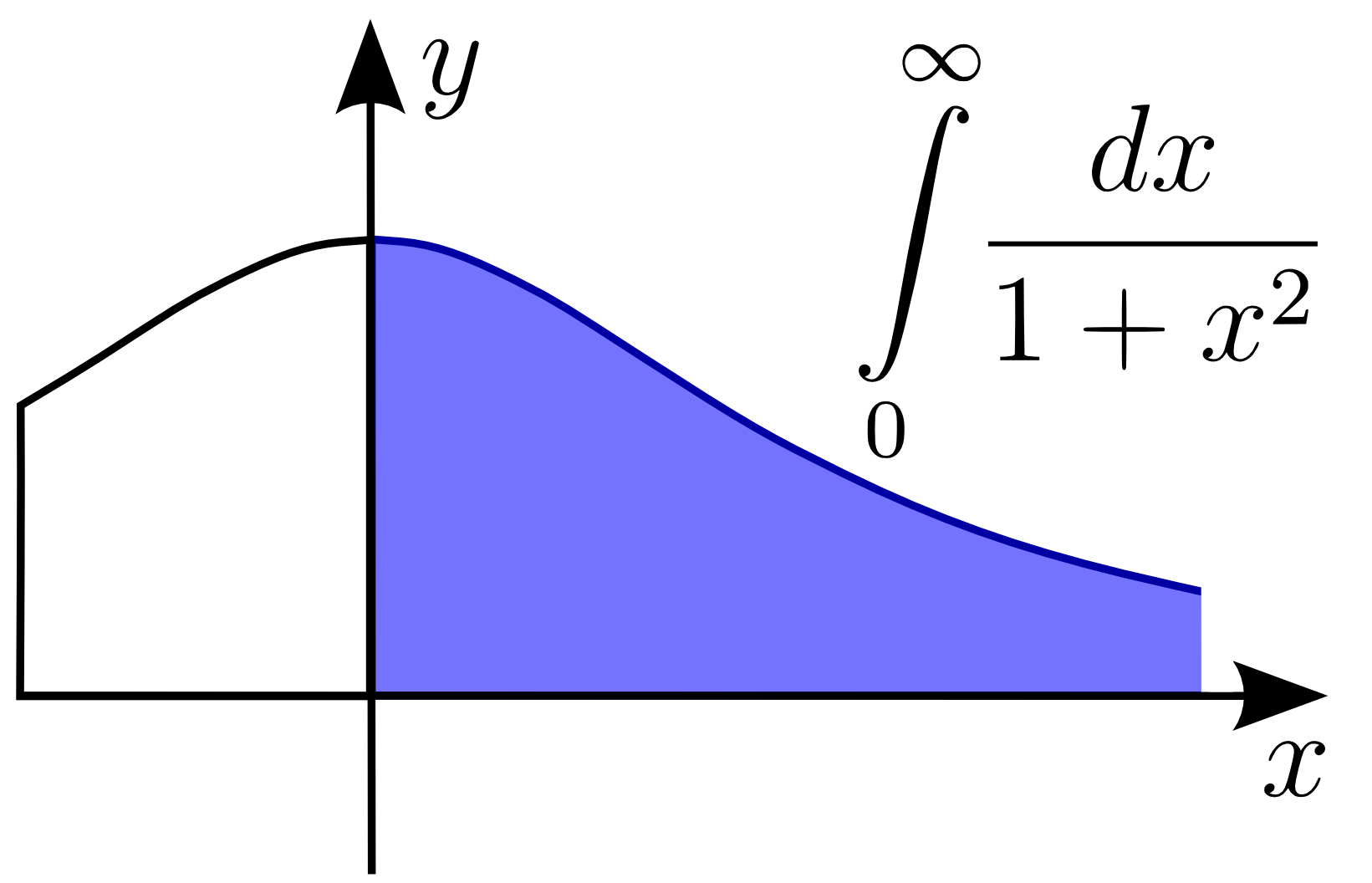
Pole pod wykresem powyższej funkcji na przedziale od zera do nieskończoności jest skończone, równe

Całki niewłaściwe to całki określane na przedziałach nieskończonych lub dla funkcji, które rozbiegają się do nieskończoności w punktach wewnętrznych lub brzegowych przedziału całkowania. Istnienie tych całek jest zależne od spełnienia poniżej podanych warunków.

#### Całki na przedziałach nieskończonych
Niech dla każdego {\displaystyle A>a} funkcja {\displaystyle f\colon [a,\infty )\to \mathbb {R} }
jest całkowalna w przedziale skończonym {\displaystyle [a,A].} Wtedy granicę
{\displaystyle \int \limits _{a}^{\infty }f(x)dx=\lim _{A\to \infty }\int \limits _{a}^{A}f(x)dx}
nazywa się całką niewłaściwą funkcji {\displaystyle f} w granicach od {\displaystyle a} do {\displaystyle \infty .}
Jeżeli granica ta istnieje i jest skończona, to mówi się, że całka ta jest zbieżna, w przeciwnym przypadku mówi się, że jest rozbieżna. Analogicznie określa się całkę niewłaściwą w granicach od {\displaystyle -\infty } do {\displaystyle a} i od {\displaystyle -\infty } do {\displaystyle \infty {:}}
Przykład: Całka z funkcji {\displaystyle f(x)=\cos x} nie istnieje na przedziale nieskończonym, np. {\displaystyle [0,+\infty ),} gdyż:
{\displaystyle \int \limits _{a}^{\infty }\cos(x)dx=\lim _{A\to \infty }\int \limits _{a}^{A}\cos(x)dx=\lim _{A\to \infty }\sin(x){\Big |}_{0}^{A}}{\displaystyle =\lim _{A\to \infty }\sin(A)-\sin(0)=\lim _{A\to \infty }\sin(A)}
Jednak granica z funkcji sinus nie istnieje w nieskończoności, gdyż funkcja ta oscyluje między {\displaystyle -1} a {\displaystyle +1.} Z tego powodu nie istnieje całka niewłaściwa z funkcji cosinus.

#### Całka funkcji nieograniczonej
Niech
{\displaystyle f\colon [a,b)\to \mathbb {R} }

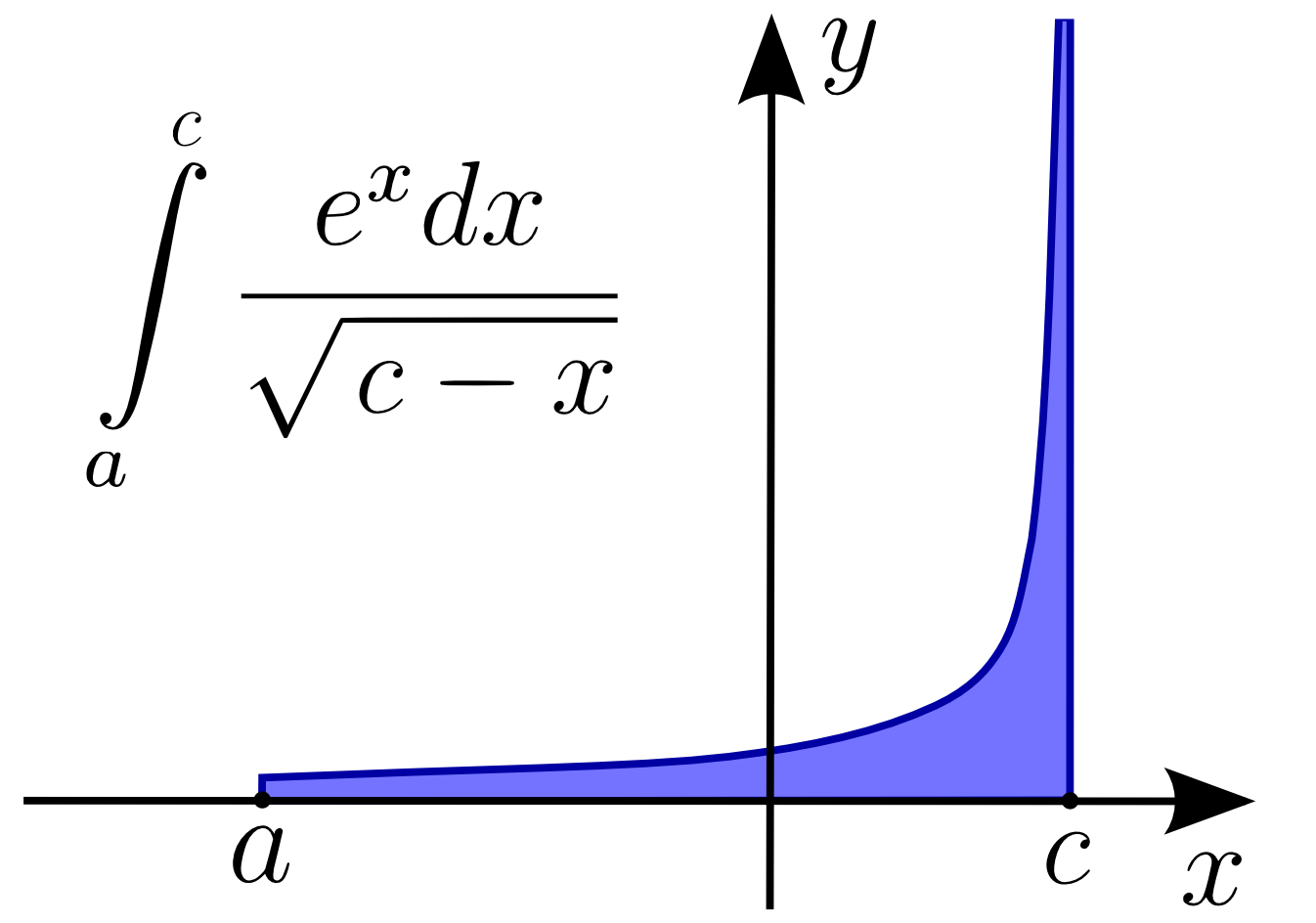
Całka z funkcji rozbieżnej do nieskończoności na brzegu granicy całkowania może być skończona

będzie funkcją, która jest ograniczona i całkowalna w dowolnym przedziale {\displaystyle [a,b-\eta ],} gdzie {\displaystyle 0<\eta <b-a,} oraz jest nieograniczona w każdym przedziale {\displaystyle [b-\eta ,b)} na lewo od punktu {\displaystyle b} (punkt taki nazywany jest punktem osobliwym funkcji {\displaystyle f}). Granicę
{\displaystyle \int \limits _{a}^{b}f(x){\mbox{d}}x=\lim _{\eta \to 0}\int \limits _{a}^{b-\eta }f(x){\mbox{d}}x}
nazywa się całką niewłaściwą funkcji {\displaystyle f} w przedziale {\displaystyle [a,b].} Gdy granica ta jest skończona, to mówi się, że całka ta jest zbieżna – w przeciwnym przypadku – tj. gdy jest nieskończona bądź nie istnieje, mówi się, że jest ona rozbieżna.
Analogicznie definiuje się całkę niewłaściwa, gdy punkt osobliwy jest a lewej strony przedziału całkowania, a także, gdy jest ma obu końcach przedziału całkowania.
Jeśli zaś w przedziale całkowania jest więcej punktów osobliwych, to całkę liczy się jako sumę całek niewłaściwych, obliczonych na odcinkach, wewnątrz których funkcja jest ciągła.
Przykład: Rozważmy funkcję {\displaystyle f(x)={\frac {1}{\sqrt {x}}}} na przedziale {\displaystyle (0,1].} Chcemy obliczyć całkę
{\displaystyle \int _{0}^{1}{\frac {1}{\sqrt {x}}}\,dx.}
Ta całka jest niewłaściwa, ponieważ funkcja {\displaystyle {\tfrac {1}{\sqrt {x}}}} ma nieciągłość w punkcie {\displaystyle x=0.}
Zapisujemy całkę niewłaściwą jako granicę
{\displaystyle \int _{0}^{1}{\frac {1}{\sqrt {x}}}\,dx=\lim _{\epsilon \to 0^{+}}\int _{\epsilon }^{1}{\frac {1}{\sqrt {x}}}\,dx}
Teraz obliczamy całkę oznaczoną:
{\displaystyle \int _{\epsilon }^{1}{\frac {1}{\sqrt {x}}}\,dx=2x^{\frac {1}{2}}{\Big |}_{\epsilon }^{1}=2(1)-2(\epsilon ^{\frac {1}{2}})=2-2{\sqrt {\epsilon }}}
Dalej, obliczamy granicę:
{\displaystyle \lim _{\epsilon \to 0^{+}}\left(2-2{\sqrt {\epsilon }}\right)=2-2\cdot 0=2}
Wynik: całka {\displaystyle \int _{0}^{1}{\frac {1}{\sqrt {x}}}\,dx} jest niewłaściwa, ale jest zbieżna i jej wartość wynosi 2.

## Całkowalność z kwadratem

### Def. całkowalności z kwadratem
Funkcję zmiennej rzeczywistej bądź zespolonej nazywamy całkowalną z kwadratem na danym przedziale (a, b), jeżeli całka kwadratu jej wartości bezwzględnej / modułu jest skończona, przy czym pojęcie to dotyczy zarówno całek na przedziałach skończonych, jak i całek niewłaściwych – określonych na przedziałach nieskończonych lub na przedziałach, gdzie funkcja rozbiega do nieskończoności, tj.
{\displaystyle \int _{a}^{b}|f(x)|^{2}dx<+\infty }
– całka oznaczona
{\displaystyle \int _{a}^{+\infty }|f(x)|^{2}dx<+\infty }
– jeden z możliwych typów całek niewłaściwych

### Tw. o przestrzeni liniowej funkcji całkowalnych z kwadratem
Zbiór wszystkich funkcji mierzalnych całkowalnych z kwadratem, w sensie Lebesgue’a, stanowi przestrzeń liniową, która jest przestrzenią Hilberta – jest to tzw. przestrzeń L2, w której funkcje równe prawie wszędzie są ze sobą utożsamiane (formalnie L2 jest przestrzenią ilorazową przestrzeni funkcji całkowalnych z kwadratem przez podprzestrzeń funkcji, które znikają prawie wszędzie).
Funkcje tego rodzaju są szczególnie użyteczne w mechanice kwantowej, ponieważ funkcje falowe muszą być całkowalne z kwadratem na całej przestrzeni, aby teoria dawała sensowne fizycznie rozwiązania.

## Całkowalność w sensie Lebesgue’a
Dla danego zbioru {\displaystyle X} z określoną na nim σ-algebrą {\displaystyle {\mathfrak {M}}} i miarą {\displaystyle \mu } określoną na {\displaystyle {\mathfrak {M}}} rzeczywista funkcja {\displaystyle f\colon X\to \mathbb {R} } jest całkowalna, jeżeli tak jej część dodatnia {\displaystyle f^{+}=\max(f,0),} jak i ujemna {\displaystyle f^{-}=\max(-f,0)} są funkcjami mierzalnymi o skończonej całce Lebesgue’a. Jest to równoważne temu, by skończona była całka z funkcji {\displaystyle |f|=f^{+}+f^{-}.} Wówczas całkę Lebesgue’a funkcji {\displaystyle f} definiuje się wówczas wzorem
{\displaystyle \int f:=\int f^{+}-\int f^{-}.}
Czasami funkcję całkowalną w powyższym sensie nazywa się sumowalną, zaś termin „funkcja całkowalna” zarezerwowany jest dla funkcji {\displaystyle f,} dla której skończona jest choć jedna z całek po prawej stronie powyższego wzoru.
Dla liczby rzeczywistej {\displaystyle p\geqslant 0} funkcję {\displaystyle f} nazywa się {\displaystyle p}-sumowalną, jeżeli sumowalna jest funkcja {\displaystyle |f|^{p}.} Wielu autorów stosuje jednak to nazewnictwo tylko wtedy, gdy {\displaystyle f} jest ciągiem, a {\displaystyle \mu } jest dyskretna; w przypadku ogólnym nazywając {\displaystyle f} funkcją {\displaystyle p}-całkowalną. Dla {\displaystyle p=1} mówi się czasem, że {\displaystyle f} jest bezwzględnie sumowalna / całkowalna.
Przestrzenie Lp funkcji całkowalnych w sensie Lebesgue’a w p-tej potędze są jednym z głównych obiektów badań analizy funkcjonalnej.